# Simon Kuznets
Simon Smith Kuznets (Pinsk, 30 de abril de 1901 — Cambridge, 8 de julho de 1985) foi um economista russo naturalizado estadunidense.

## Carreira
Recebeu o Prêmio Nobel Memorial em Ciências Econômicas de 1971 "por sua interpretação empiricamente fundamentada do crescimento econômico que levou a uma visão nova e aprofundada da estrutura econômica e social e do processo de desenvolvimento."  
Kuznets deu uma contribuição decisiva para a transformação da economia em uma ciência empírica e para a formação da história econômica quantitativa.

## Impacto na economia
Seu nome está associado à formação da ciência econômica moderna como disciplina empírica, ao desenvolvimento de métodos estatísticos de pesquisa e ao surgimento da história econômica quantitativa.
Os pontos de vista e a metodologia científica de Kuznets foram altamente influenciados por configurações metodológicas recebidas por ele em Kharkiv e totalmente compartilhadas por Mitchell para a construção estatística e indutiva de hipóteses em economia e seus testes empíricos. Kuznets tratou concepções a priori e especulativas com profundo ceticismo. Ao mesmo tempo, Kuznets tendia a analisar a economia em conexão com o contexto mais amplo da situação histórica, processos demográficos e sociais, um método que era peculiar aos acadêmicos de Kharkiv no início do século XX. Kuznets foi influenciado pelo trabalho de teóricos importantes como Joseph A. Schumpeter (que investigou a relação entre mudança tecnológica e ciclos de negócios),AC Pigou (que identificou circunstâncias em que os mercados falharam em maximizar o bem-estar econômico) e Vilfredo Pareto (que propôs uma lei que rege a distribuição de renda entre as famílias). Na década de 1920, ele revisou e traduziu os papéis de Kondratiev, Slutsky, Pervushin, Weinstein. que eram então pouco conhecidos no Ocidente.

### Séries históricas de dinâmicas econômicas e ciclos de Kuznets, ou "longas oscilações"[3][4][5][6][7]
O primeiro grande projeto de pesquisa em que Kuznets se envolveu foi o estudo de longas séries de dinâmicas econômicas nos EUA em meados da década de 1920. Os dados coletados abrangeram o período de 1865 a 1925 e, para alguns índices, chegaram a 1770. Aplicando a análise de séries temporais aproximadas de Gompertz e curvas logísticas, Kuznets descobriu que as características das curvas com razoável precisão descreviam a maioria dos processos econômicos. O ajuste das curvas de tendência aos dados e a análise das séries temporais, a comparação de níveis teóricos e empíricos, permitiu-lhe identificar ciclos prolongados de médio prazo da atividade econômica, que duraram 15 a 25 anos e tiveram uma posição intermediária entre as "ondas longas" de Kondratyev E curto ciclos de negócios. Aspirando a determinar a natureza desses ciclos, Kuznets analisou a dinâmica da população, o desempenho da indústria da construção, capital, dados da renda nacional e outras variáveis. Esses movimentos ficaram conhecidos entre economistas e historiadores econômicos como "ciclos de Kuznets" e, alternativamente, como "longas oscilações" na taxa de crescimento da economia (seguindo o trabalho de Moses Abramovitz [1912-1999]). Os ciclos Kuznet são um caso especial da onda Kondratiev.

### Contas de renda nacional[3][4][5][6][7]
Em 1931, a pedido de Mitchell, Kuznets assumiu o trabalho do NBER nas contas de renda nacional dos Estados Unidos. Em 1934, foi feita uma avaliação da renda nacional dos Estados Unidos para o período de 1929–1932; além disso, foi estendido para 1919-1938 e, então, até 1869. Embora Kuznets não tenha sido o primeiro economista a tentar isso, seu trabalho foi tão abrangente e meticuloso que estabeleceu o padrão no campo.
Kuznets teve sucesso em resolver inúmeros problemas, desde a falta de fontes de informação e avaliações tendenciosas até o desenvolvimento do conceito teórico de renda nacional. Kuznets alcançou uma alta precisão nos cálculos. As suas obras permitiram-nos analisar a estrutura do rendimento nacional, e expor ao estudo detalhado uma série de problemas específicos da economia nacional. Métodos aprimorados para calcular a renda nacional e indicadores relacionados tornaram-se clássicos e formaram a base do moderno sistema de contas nacionais. Tendo analisado a distribuição de renda entre diferentes grupos sociais, Kuznets levantou a hipótese de que nos países que estavam em estágios iniciais de desenvolvimento econômico, a desigualdade de renda aumentava primeiro, mas à medida que a economia nacional crescia, ela tendia a diminuir.A "concepção empírica"da curva de Kuznet.
Kuznets ajudou o Departamento de Comércio dos Estados Unidos a padronizar a medição do PIB. Ele desaprovou, no entanto, seu uso como uma indicação geral de bem-estar, escrevendo que "o bem-estar de uma nação dificilmente pode ser inferido a partir de uma medida de renda nacional".
Explorando a formação da renda nacional, Kuznets estudou as proporções entre produção e renda, consumo e poupança etc. de formação líquida de capital, investimento líquido e assim por diante. Os dados recolhidos e sistematizados permitiram expor a testes empíricos um conjunto de hipóteses existentes. Em particular, isso dizia respeito às premissas da teoria de Keynes – a hipótese da renda absoluta de Keynes em 1936.
A hipótese deu origem ao que viria a ser a primeira função de consumo formal. No entanto, Kuznets abalou o mundo econômico ao descobrir que as previsões de Keynes, embora aparentemente precisas em seções transversais de curto prazo, falharam sob um exame mais rigoroso. Em seu tomo de 1942, Uses of National Income in Peace and War, publicado pelo National Bureau of Economic Research, Kuznets se tornou o primeiro economista a mostrar que a Hipótese da Renda Absoluta fornece previsões imprecisas no longo prazo (usando séries temporaisdados). Keynes havia previsto que, à medida que a renda agregada aumenta, também aumentará a poupança marginal. Kuznets usou novos dados para mostrar que, durante um período de tempo mais longo (décadas de 1870 a 1940), a taxa de poupança permaneceu constante, apesar de grandes mudanças na renda. Isso abriu caminho para a hipótese da renda permanente de Milton Friedman e várias alternativas mais modernas, como a hipótese do ciclo de vida e a hipótese da renda relativa.

### Crescimento econômico[3][4][5][6][7]
No final da Segunda Guerra Mundial, Kuznets se mudou para uma nova área de pesquisa, relacionada ao vínculo entre mudanças na renda e crescimento. Ele propôs um programa de pesquisa que envolvia extensos estudos empíricos sobre os quatro elementos-chave do crescimento econômico. Os elementos eram crescimento demográfico, crescimento do conhecimento, adaptação interna aos fatores de crescimento e relações econômicas externas entre os países. A teoria geral do crescimento econômico deve explicar o desenvolvimento dos países industriais avançados e as razões que impedem o desenvolvimento dos países atrasados, incluir economias de mercado e economias planejadas, grandes e pequenas, países desenvolvidos e em desenvolvimento, considerar o impacto no crescimento da economia estrangeira relações.
Ele coletou e analisou indicadores estatísticos de desempenho econômico de 14 países da Europa, Estados Unidos e Japão por 60 anos. A análise dos materiais permitiu avançar um conjunto de hipóteses relativas a vários aspectos do mecanismo do crescimento económico, respeitantes ao nível e à variabilidade do crescimento, à estrutura do PIB e à distribuição do trabalho, à distribuição do rendimento entre os agregados familiares, à estrutura de comércio exterior. Kuznets fundou a teoria historicamente fundamentada do crescimento econômico. O tema central desses estudos empíricos é que o crescimento do produto agregado do país implica necessariamente uma profunda transformação de toda a sua estrutura econômica. Essa transformação afeta muitos aspectos da vida econômica – a estrutura da produção, a estrutura setorial e ocupacional do emprego, a divisão de ocupações entre as atividades familiares e de mercado, a estrutura de renda, tamanho, estrutura etária e distribuição espacial da população, fluxos de bens, capital, trabalho e conhecimento através do país, a organização da indústria e regulamentação governamental. Tais mudanças, na sua opinião, são essenciais para o crescimento global e, uma vez iniciadas, moldam, condicionam ou apoiam o posterior desenvolvimento económico do país. Kuznets fez uma análise profunda do impacto no crescimento econômico por processos e características demográficas. são essenciais para o crescimento geral e, uma vez iniciados, moldam, restringem ou apoiam o subsequente desenvolvimento econômico do país. Kuznets fez uma análise profunda do impacto no crescimento econômico por processos e características demográficas. são essenciais para o crescimento geral e, uma vez iniciados, moldam, restringem ou apoiam o subsequente desenvolvimento econômico do país. Kuznets fez uma análise profunda do impacto no crescimento econômico por processos e características demográficas.
Sua principal tese, que defendia que os países subdesenvolvidos de hoje possuem características diferentes daquelas que os países industrializados enfrentavam antes de se desenvolverem, ajudou a acabar com a visão simplista de que todos os países passaram pelos mesmos "estágios lineares" em sua história e lançou o campo da economia do desenvolvimento – que passou a se concentrar na análise das distintas experiências dos países subdesenvolvidos modernos.

## Curva de Kuznets
Entre suas várias observações que desencadearam importantes programas de pesquisa teórica estava a curva de Kuznets, uma relação em forma de U invertido entre desigualdade de renda e crescimento econômico(1955, 1963). Nos países pobres, o crescimento econômico aumentou a disparidade de renda entre ricos e pobres. Nos países mais ricos, o crescimento econômico reduziu a diferença. Ao observar padrões de desigualdade de renda em países desenvolvidos e subdesenvolvidos, ele propôs que, à medida que os países experimentavam crescimento econômico, a desigualdade de renda primeiro aumenta e depois diminui. O raciocínio era que, para experimentar o crescimento, os países tinham que passar do setor agrícola para o setor industrial. Embora houvesse pouca variação na renda agrícola, a industrialização levou a grandes diferenças de renda. Além disso, à medida que as economias cresciam, a educação de massa oferecia maiores oportunidades que diminuíam a desigualdade e a parcela de baixa renda da população ganhava poder político para mudar as políticas governamentais. hipótese da renda permanente do ciclo de vida de Modigliani e Friedman.

### Obras históricas e econômicas da década de 1970
Em seus estudos históricos e econômicos da década de 1970, Kuznets expressou a ideia de uma interação entre ciência e tecnologia (inovações), e mudanças institucionais, bem como o papel de fatores externos à economia, como os causados pela moral e política clima na sociedade e seu impacto sobre o progresso e os resultados do crescimento econômico.

## Publicações selecionadas
- "Secular Movements in Production and Prices: Their Nature and Their Bearing upon Cyclical Fluctuations". (Nova York e Boston: Houghton Mifflin, 1930).
- "National Income and Capital Formation, 1919–1935". (1937)
- "National Income and Its Composition, 1919–1938". (1941) Assistido por Lillian Epstein e Elizabeth Jenks; nber.org
- "Economic Growth and Income Inequality". American Economic Review 45 (Mar,): 1–28. (1955)
- "Quantitative aspects of the economic growth of nations, VIII: The distribution of income by size", Economic Development and Cultural Change, 11, pp. 1–92. (1963)
- "Modern Economic Growth: Rate, Structure, and Spread". (1966)
- "Toward a Theory of Economic Growth, with Reflections on the Economic Growth of Modern Nations". (1968)
- "Economic Growth of Nations: Total Output and Production Structure". (1971)
- "Population, Capital and Growth". (1973)